# Me, Myself & I (serie televisiva)
Me, Myself & I è una serie televisiva statunitense ideata da Dan Kopelman ed interpretata da Bobby Moynihan, Jack Dylan Grazer, John Larroquette, Brian Unger, Jaleel White, Kelen Coleman, Mandell Maughan, Christopher Paul Richards, Reylynn Caster e Skylar Gray.
La serie è stata trasmessa sulla CBS dal 25 settembre 2017. Dopo aver mandato in onda i primi 6 episodi, la rete annunciò il ritiro della serie dai palinsesti a causa dei bassi ascolti. Successivamente, la serie viene cancellata dopo una sola stagione e i rimanenti 7 episodi sono stati trasmessi dal 7 al 21 luglio 2018.
In Italia, la serie è andata in onda su Joi dall'11 gennaio al 15 febbraio 2019. In chiaro, verrà trasmessa dal 15 febbraio 2020 su Italia 1.

## Trama
La serie segue la vita di Alex Riley, un inventore, uomo d'affari e fan dei Chicago Bulls, in tre punti della sua vita:
- come un quattordicenne che si trasferisce con la madre a Los Angeles nel 1991 per vivere con il suo nuovo patrigno e fratellastro
- come un quarantenne che si occupa della rottura del suo matrimonio e di essere un padre single al giorno d'oggi, mentre cerca di uscire dal "blocco dell'inventore"
- e come un 65enne nel 2042 che si è appena ritirato dalla sua società di grande successo e si è ricollegato al suo amore d'infanzia.

## Personaggi e interpreti
Il cast principale e ricorrente include:
- Alex Riley, interpretato da:
  - Bobby Moynihan (presente)
  - Jack Dylan Grazer (passato)
  - John Larroquette (futuro)
- Ron, interpretato da:
  - Brian Unger (passato e presente)
- Darryl, interpretato da:
  - Jaleel White (presente)
  - Tim Reid (futuro)
- Abby, interpretata da:
  - Kelen Coleman (futuro)
  - Skylar Gray (presente)
- Justin, interpretato da:
  - Christopher Paul Richards (passato)
  - Ryan Hansen (presente)
  - Ed Begley Jr. (futuro)
- Maggie, interpretata da:
  - Mandell Maughan (passato e presente)
- Eleanor "Nori" Sterling, interpretata da:
  - Reylynn Caster (passato)
  - Sharon Lawrence (futuro)
- Jasmine, interpretata da:
  - Ella Thomas (futuro)
- Phil Ricozzi, interpretato da:
  - Justin Stella (passato)

## Episodi
| n° | Titolo originale | Titolo italiano              | Prima TV USA      | Prima TV Italia  | Ascolti USA |
| -- | ---------------- | ---------------------------- | ----------------- | ---------------- | ----------- |
| 1  | Pilot            | Tre vite in una              | 25 settembre 2017 | 11 gennaio 2019  | 7.46        |
| 2  | The First Step   | Il primo passo               | 2 ottobre 2017    | 11 gennaio 2019  | 5.15        |
| 3  | The Card         | La card                      | 9 ottobre 2017    | 18 gennaio 2019  | 4.33        |
| 4  | Star Wars        | Star Wars                    | 16 ottobre 2017   | 18 gennaio 2019  | 4.28        |
| 5  | Family Tree      | Albero genealogico           | 23 ottobre 2017   | 25 gennaio 2019  | 4.65        |
| 6  | New Job          | Un nuovo lavoro              | 30 ottobre 2017   | 25 gennaio 2019  | 3.91        |
| 7  | Field Trip       | La gita                      | 7 luglio 2018     | 1º febbraio 2019 | 1.36        |
| 8  | Home Alone       | Soli in casa                 | 7 luglio 2018     | 1º febbraio 2019 | 1.06        |
| 9  | Thanksgiving     | Il giorno del Ringraziamento | 14 luglio 2018    | 8 febbraio 2019  | 1.25        |
| 10 | Video Games      | Video games                  | 14 luglio 2018    | 8 febbraio 2019  | 0.94        |
| 11 | Phil Ricozzi     | Phil Ricozzi                 | 21 luglio 2018    | 15 febbraio 2019 | 1.21        |
| 12 | The Breakup      | La separazione               | 21 luglio 2018    | 15 febbraio 2019 | 0.99        |
| 13 | There She Goes   | E la vita ricomincia         | 21 luglio 2018    | 15 febbraio 2019 | 0.98        |

## Critica
Su Rotten Tomatoes ha un indice di gradimento del 63% con un voto medio di 6,12 su 10, basato su 24 recensioni, mentre su Metacritic ha un punteggio di 57 su 100, basato su 18 recensioni.